# Bathykermadeca
Bathykermadeca är ett släkte av ringmaskar. Bathykermadeca ingår i familjen Polynoidae.
Kladogram enligt Catalogue of Life:
| Bathykermadeca | \| \| Bathykermadeca hadalis \| \| \| \| \| \| Bathykermadeca turnerae \| \| \| \| |
|                | \| \| Bathykermadeca hadalis \| \| \| \| \| \| Bathykermadeca turnerae \| \| \| \| |
|                | Bathykermadeca hadalis                                                             |
|                |                                                                                    |
|                | Bathykermadeca turnerae                                                            |
|                |                                                                                    |